# Journal of Economic Psychology
Journal of Economic Psychology  — міжнародний міждисциплінарний журнал. Видання є офіційним органом Міжнародної асоціації досліджень в економічній психології. Журнал заснований у 1980 році.
Мета видання: представляти на своїх сторінках дослідження, які зможуть покращити розуміння поведінкових, особливо соціо-психологічних, аспектів економічних явищ і процесів. 
Періодичність виходу журналу: 6 номерів на рік. 